# Qatar
Qatar (officielt: Staten Qatar; arabisk: دولة قطر, Dawlat Qatar) er en suveræn stat i Mellemøsten. Qatar består af en halvø i Den Persiske Bugt, der i syd er landfast med den arabiske halvø, så landet grænser op til Saudi-Arabien. Qatar har et areal på 11.437 km2
og et befolkningstal på 2.639.211 (2017) indbyggere. Dets hovedstad og største by er Doha, der har 1.186.023(2020) indbyggere; ar-Rayyani og al-Wakrah er dele af byområdet omkring Doha.
Qatar er et emirat, hvor emiren, som er stats- og regeringschef, udnævner en regering. Der er hverken formelle politiske institutioner eller partier. Den nuværende emir og regeringsleder er sheik Tamim bin Hamad Al Thani, der efterfulgte sin far i 2013.
Qatar var en del af det osmanniske rige fra 1872 til 1914. Dets leder underskrev beskyttelsesaftaler med Storbritannien i 1916 og 1934, og Qatar var i denne periode britisk indflydelsesområde. Landet blev selvstændigt i 1971.
Qatar er ifølge IMF det rigeste land i verden. Dette skyldes først og fremmest de meget store gas- og oliereserver i undergrunden. Den vigtigste råvare er olie, der i 1989 udgjorde 91,1% af landets eksport. De vigtigste handelspartnere er Japan, Italien, Storbritannien, USA, Tyskland og Frankrig.
Landet er medlem af den Den Arabiske Liga, FN, GCC og OPEC.

## Historie
Qatar var i stenalderen beboet af jægere og samlere. Således fandt arkæologer i 2008 stenredskaber, der blev vurderet at være omkring 700.000 år gamle.
 På grund af tiltagende udtørring blev området imidlertid omkring 5000 f.Kr. forladt af menneskene. I de følgende årtusinder var Qatar derfor kun befolket af få beduinfamilier.
I 628 gik indbyggerne over til islam. Men i de følgende år havde landet atter på grund af manglende vand ingen betydning. Bortset fra enkelte handelsbosættelser ved kysten var landet kun beboet af beduiner.
Omkring 1760 indvandrede slægterne Al Thani og Al Chalifa. I den følgende tid var der mange magtkampe mellem de to grupper. I 1783 erobrede Al Chalifa-slægten øen Bahrain, hvorefter en stor del af stammen bosatte sig der. I slutningen af det 18. århundrede blev Qatar på skift domineret af Persien, Oman og arabiske sørøvere. I denne usikre tid lykkedes det fra 1822 Al Thani-dynastiet at genvinde magten.
I 1867 var der atter kampe om magten i landet mellem de to klaner. Storbritannien intervenerede og tvang parterne til at slutte fred, og der blev indgået en beskyttelsesaftale mellem Qatar og Storbritannien, hvorved landet kom under britisk indflydelse. Anerkendelsen af Al Thani førte til, at øen Bahrain ikke længere var en del af Qatar. I den anden halvdel af det 19. århundrede forsøgte Oman at få herredømmet og besatte dele af landet. Qasim Al Thani-klanen blev støttet af en anden beduinklan, Wahhabiterne, og 1913 til 1916 bragte englænderne den osmanniske og wahhabitiske indflydelse til ophør. I 1916 forlod de sidste osmaniske tropper landet.
I den følgende periode styrkede Storbritannien sin politiske og økonomiske magt. Efter 1930 brød perlehandelen, som var en vigtig del af Qatars økonomi, sammen på grund af de japanske kulturperler. Det førte til en omfattende økonomisk krise, der tvang mange qatarer til at udvandre. I 1939 kom de første oliefund, og olieindustrien blev hurtigt Qatars vigtigste indtægtskilde.

### Ny selvstændighed
Efter briternes tilbagetog proklamerede Qatar den 1. september 1971 sin selvstændighed, og Sheiken ændrede sin titel til Emir. Samme år blev verdens største naturgasområde opdaget i Qatar. I 1972 blev Emir Ahmad ibn Ali sat fra magten af sin søn Chalifa ibn Hamad (1972–1995), der i den følgende tid udviklede olie- og andre industrier. I 1995 var det Chalifa ibn Hamads tur til at blive afsat af sin søn, emir Hamad bin Khalifa al-Thani (1995-2013), der indledte spæde demokratiske reformer.
Qatar deltog i Golfkrigen mod Saddam Husseins Irak i 1990-1991. Siden 1998 har landet været hovedsæde for USA's tropper i Mellemøsten. Qatar fungerede også som USA's kommandocentral i krigen mod Irak marts 2003.

## Politik og regering
Emiren, som er statsoverhoved og regeringsleder, udnævner en regering. Der er hverken formelle politiske institutioner eller politiske partier. Den nuværende emir og regeringsleder er sheik Tamim bin Hamad Al Thani, der tiltrådte, da hans far abdicerede i 2013.

## Geografi
Qatar er en lav, gold halvø, der strækker sig 160 km ud i Golfen. Der er ingen floder.
Topografien er overvejende flad med højder fra 10 meter op til 73 meter i Dukhan-højderne.
På grund af beliggenheden ved den Persiske Bugt er klimaet hele året meget varmt, og der er ofte sandstorme.

### Største byer pr. 2004
- Doha (338.760)
- ar-Rayyan (259.223)
- Umm Salal (27.703)
- al-Wakra (25.905)
- al-Haur (17.642)
- ad-Dahira (13.969)
- asch-Schahhaniyya (11.001)

### Regioner i Qatar
Qatar er opdelt i 10 regioner (Arabisk: baladiyah), som også kaldes provinser:
1. Ad Dawhah (Doha)
2. Al Ghuwariyah
3. Al Jumaliyah
4. Al Khawr
5. Al Wakrah
6. Ar Rayyan
7. Jariyan al Batnah
8. Ash Shamal
9. Umm Salal
10. Mesaieed

## Økonomi
Qatar er ifølge IMF det rigeste land i verden. Dette er blandet andet på grund af landets meget store gas- og oliereserver i undergrunden. Den vigtigste råvare er olie. I 1989 udgjorde råolie 91,1% af landets eksport. De vigtigste handelspartnere er Japan, Italien, Storbritannien, USA, Tyskland og Frankrig. Landet har investeret i stål- og cementindustri i et forsøg på erhvervsspredning.

## Infrastruktur

### Byggeprojekter i Qatar
Qatar har siden 2000 påbegyndt en række store byggeprojekter, især i hovedstaden Doha. Ikke mindst afholdelsen af De Asiatiske Lege i Qatar i 2006 fik sat gang i udviklingen. Doha var tidligere en lille havneby, der var domineret af perlefiskeriet i Golfen, men efter oliefund i 1940'erne udviklede den sig til en moderne storby, der i 2013 havde 1,3 millioner indbyggere. Mere end 80 % af indbyggerne i hele emiratet bor i Doha. Blandt de kendteste byggerier er:
1. The Pearl-Qatar
2. Lusail-City
3. West-bay
4. Al-Khor Resort

Tilsammen vil disse projekter kunne huse omkring 500.000 mennesker.
Udover boliger er man ved at bygge og planlægge store indkøbscentre, industriområder og en lufthavn – alt sammen placeret i Doha. Lufthavnen i Doha, som er under konstruktion, skal være med til at gøre Qatar Airways til et af verdens største luftfartsselskaber. Lufthavnen vil bl.a. kunne tilbyde landingsbaner, som gør det muligt for Airbus' nyeste super-jet A380 at lande i lufthavnen.

## Befolkning
Ca. 60 procent af qatarerne er iranere eller indoiranere. Arabisk og persisk (Farsi) er de mest talte sprog. Der er ca. 140.000 til 180.000 qatarer og ca. 750.000 gæstearbejdere, der overvejende kommer fra islamiske stater som Pakistan, Bangladesh og Sudan, men også fra Indien og Nepal.

## Idræt
I december 2006 arrangerede Qatar de Asiatiske Lege. 2. desember 2010 blev det afgjort at Qatar skal arrangere VM i fodbold i 2022. Syv nye fodboldstadioner med en tilskuerkapacitet på mindst 30. 000 personer er bygget over hele halvøen, med hovedsagelig udenlandske byggearbejdere som arbejdskraft; Amnesty International har udtrykt stærk bekymring for de høje dødstal blandt arbejderne under byggeprocessen.
Khalifa International Stadium i Doba, som også er opgraderet i forbindelse med VM i fodbold, var også vært for VM i atletik i 2019. I oktober 2016 blev VM i landevejscykling arrangeret i Qatars hovedstad Doha.